# Stenostrophia coquilletti
Stenostrophia coquilletti là một loài bọ cánh cứng trong họ Cerambycidae.